# Dachlat Nawazibu
Dachlat Nawazibu (arab. داخلت نواذيبو) – jeden z 12 regionów Mauretańskiej Republiki Islamskiej, położony w północno-zachodniej części kraju, ze stolicą w Nawazibu. Graniczy od północy z terytorium Sahary Zachodniej, od południa i południowego wschodu z regionem Insziri, natomiast od wschodu styka się z regionem Adrar. Od zachodu region ograniczony jest Oceanem Atlantyckim. Granica z Saharą Zachodnią jest zaminowana, jednak w regionie istnieje jedno przejście graniczne. Droga przebiega w tym miejscu kilkukilometrowym pasem ziemi niczyjej między polami minowymi.
Większość regionu pokrywa pustynia Sahara. Przy wybrzeżach oraz na Przylądku Białym występują wydmy, natomiast północna część wzdłuż granicy z Saharą Zachodnią zajmowana jest przez kamienistą pustynię (hamadę) z drobnym piaszczystym pyłem, często usnoszonym w powietrze przez wiatr. Przez region Dachlat Nawazibu przechodzi jedyna w Mauretanii linia kolejowa - kolej mauretańska, biegnąca z Nawazibu do Zuwiratu w regionie Tiris Zammur.
Region jest często odwiedzany przez turystów, zmierzających z Maroka przez Saharę Zachodnią do Senegalu i Mali, albo na wschód do regionu Adrar. W samym regionie Dachlat Nawazibu atrakcją turystyczną jest położony na wybrzeżu Park Narodowy Banc d'Arguin.